# Rig

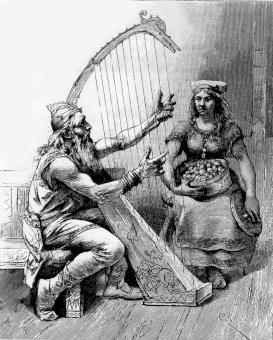
Heimdall i Rigs skepnad

Rig (fornnordiska Ríg eller Rígr) är namnet på en fornnordisk gud i Eddadikten Rigstula (fornnordiska Rígsþula - Rígs visa) som beskriver hur Rig avlar fram de olika samhällsklasserna (trälar, karlar och jarlar). I inledningen till dikten står det att Rig är ett annat namn för Heimdall, som också beskrivs som mänsklighetens fader i Völuspa. 

## Rigstula
I Rigstula berättas hur Rig, som är Heimdall i skepnad av en vandringsman, besökte olika hem på jorden och låg med kvinnorna på gårdarna. Med Edda ("mormorsmor") avlade han trälarna, med Amma de fria männen, och med Moder dem som hörde till den högsta ätten.
Rig kommer först fram till en stuga där de åldrade hjonen Edda och Ae (Aí, "far- eller morförälders fader") bor. Han bjuds på mat, ger dem råd, och sover sedan mellan Edda och Ae i sängen. Rig vandrar vidare, men nio månader senare föder Edda en pojke som är svartan (mörkhårig). Barnet döps till Träl (Thræl, "träl, slav"), och växer upp till en knotig och ful men stark och seglivad människa. Han gifter sig med krokbenta och solbrända Trälinna (Thír, "slavflicka"), och tillsammans får de tolv barn med namn som mest syftar på lyten, fulhet och krumhet. Dessa blev trälarnas ätt.
På Rigs vidare vandring, kommer han fram till ett trivsamt hus, där bonden och hantverkaren Ave (Afi, "morfar" eller "farfar") och hans fru Amma. Rig får god mat och ger paret råd, och sover sedan även mellan detta par. Nio månader senare föder Amma en pojke med rödlätt hår och hy, som får namnet Karl ("[fri] man"). Karl gifter sig med Snör, som också får tolv barn, alla med namn som anger skönhet eller goda egenskaper. Dessa blir enligt visan anfäder till böndernas ätter.
Slutligen kommer Rig till Faders och Moders rika hem. Fader tillverkar pilbågar och pilar, Moder ägnar sig åt att stryka och stärka kläder. Rig ger dem råd och bjuds en riklig måltid, varpå han lägger sig också mellan dessa tu. Nio månader senare föder Moder sonen Jarl (adelstitel med krigisk anknytning), med skarpa ögon, blekt hår och rosiga kinder. Jarl växer upp till en skicklig krigare. Småningom återvänder Rig och lär Jarl läsa och skriva runor, samt uppmanar Jarl att utöka sina lantegendomar. Rig ger vid detta tillfälle Jarl namnet Rig. Rig (Jarl) ger sig ut på härnadståg och erövrar arton gårdar, därefter friar han via ombud till Hersers ljuslätta, mjukfingrade och kloka dotter Erna ("Den Raska"). Tillsammans får Rig (Jarl) och Erna många barn, där den yngste sonen Kon är klokast och en skicklig krigare dessutom. Kon tävlar mot Rig(Jarl) i runkunnande och segrar, varigenom Kon vinner rätten att heta Rig. 
En dag då Rig (Kon) rider ut på jakt möter han en talande kråka, vilken uppmanar honom att istället för jakt söka stridens hetta. Vidare beskriver kråkan Dan ("Dansk") och Danp, vilka har rikare länder än Rig (Kon) och dessutom är skickliga krigare. 
Där slutar Rigstula.